# Wemding

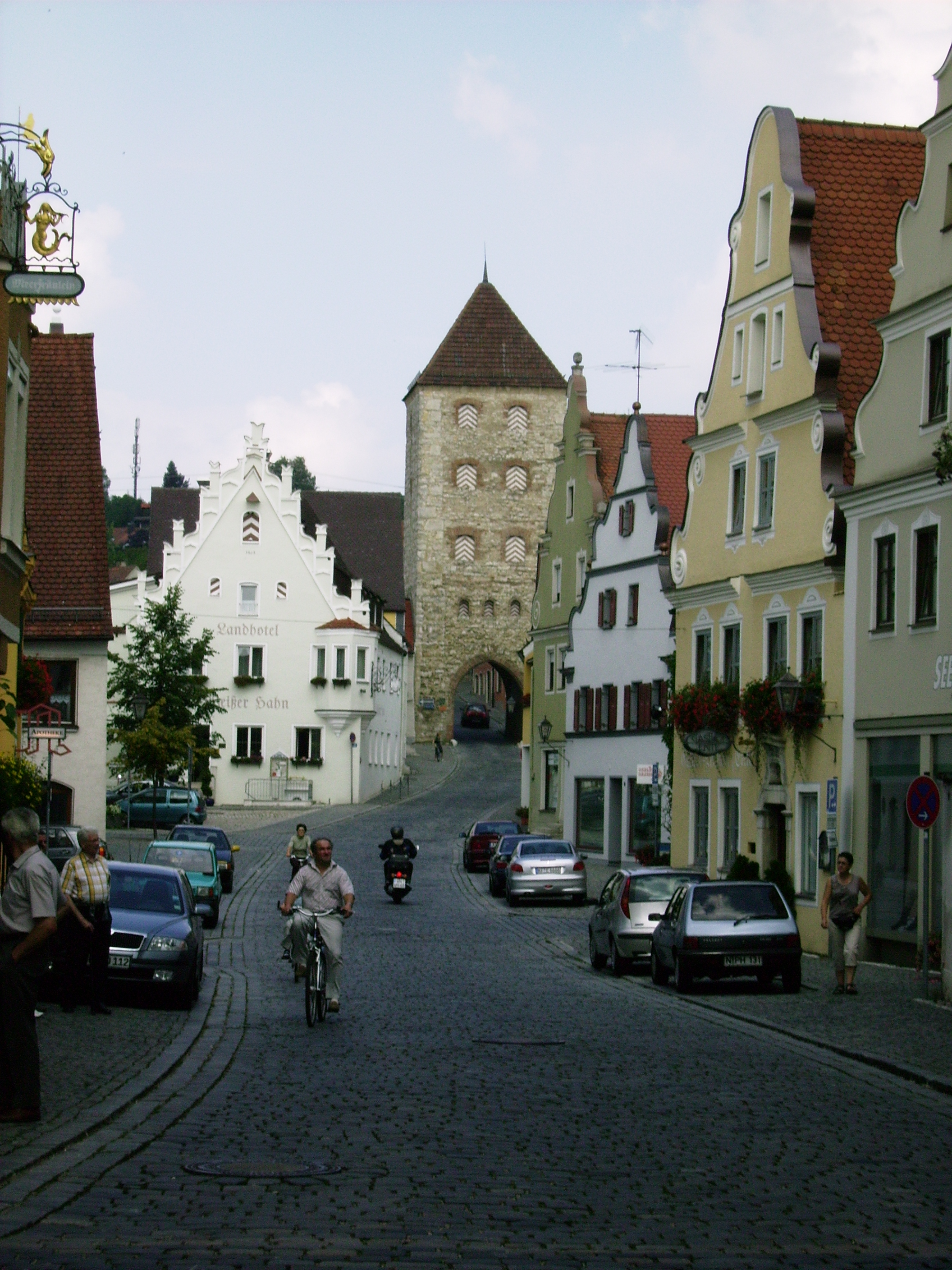
Wemding

Wemding este un oraș din districtul Donau-Ries, regiunea administrativă Șvabia, landul Bavaria, Germania.